# 8797 Duffard
8797 Duffard eller 1981 EU18 är en asteroid i huvudbältet som upptäcktes den 2 mars 1981 av den amerikanska astronomen Schelte J. Bus vid Siding Spring-observatoriet. Den är uppkallad efter Rene Duffard.
Asteroiden har en diameter på ungefär 8 kilometer.